# Bernard Quelquejeu
Bernard Quelquejeu, né le 8 février 1932, est un prêtre dominicain français.

## Biographie
Il poursuit ses études à l'École polytechnique, puis entre en 1957 chez les dominicains, où il poursuit des études de philosophie, puis de théologie aux facultés du Saulchoir achevées par une maîtrise de théologie en 1964. Il est docteur en philosophie de l’Université de Paris-Nanterre en 1968. Le P. Quelquejeu est professeur d’Anthropologie et d’Éthique philosophiques à la Faculté de philosophie de l’Institut catholique de Paris de 1970 à 1997. Il a dirigé un séminaire d’Éthique œcuménique à l’Institut Œcuménique de Paris de 1983 à 1999. Il est directeur de la Revue des sciences philosophiques et théologiques  de 1968 à 2001.
Le P. Quelquejeu a produit de nombreuses publications en philosophie morale et politique, en particulier sur la non-violence. Il participe au groupe Non-Violence XXI.

## Ouvrages
- Une foi exposée. Avec Patrick Jacquemont et Jean-Pierre Jossua, Les Éditions du Cerf, 1972.
- La Volonté dans la philosophie de Hegel. Paris, Éditions du Seuil (coll. « L’ordre philosophique »), 1972; 352 p.
- Le Temps de la patience. Étude sur le témoignage. Avec Patrick Jacquemont et Jean-Pierre Jossua, Les Éditions du Cerf, 1976.
- Le Manifeste de la liberté chrétienne (en collab.), Paris, Éditions du Seuil, 1976, 128 p.
- De qui tenir. Portraits de famille (en collab.), Paris, Les Éditions du Cerf,  1979.
- La Paix autrement. Se défendre sans se renier. Des chrétiens s’expriment dans le débat sur la dissuasion nucléaire, (en collab.), Paris, mars 1986, 30 p.
- Lutter autrement. Pour une action non-violente responsable et efficace, (en collab.). Paris, Nouvelle Cité, 1989; 135 p.
- Désirer un enfant. Enjeux éthiques des procréations médicalement assistées. Des chrétiens s’expriment. (en collab.). Paris, Centurion, 1994, 192 p.
- Sur les chemins de la non-violence. Paris, J. Vrin (coll. « Pour demain »), 2010, 224 p.